# Iosephus Flavius
Iosephus Flavius, în latină : Titus Flavius Iosephus,A în ebraică יוסף בן מתתיהו הכהן - Iosef Ben Matityahu HacohenB - Iosef al lui Matei Sacerdotul, în română Iosif Flaviu (n. 37 e.n., Ierusalim – d. cca. 100, Roma) a fost un istoric evreu din primul secol (e.n.), de origine regală și preoțească, care a descris Primul război evreo-roman (66–70) și Marea Revoltă a Evreilor de la începutul erei noastre contra cotropirii romane, de la primele agitații anti-romane din Iudea din anul 66 și până la cucerirea și distrugerea Ierusalimului de către Titus Flavius Vespasianus în anul 70 și la cucerirea cetății Masada (73).C
Născut într-o vreme de efervescență politică și militară, care a influențat istoria lumii până în zilele noastre, și dotat cu o inteligență deosebită, dublată de o cultură aleasă, a ajuns comandant militar în Marea Revoltă a Evreilor la 29 ani, prizonier la romani și sclav la 30, a fost eliberat și promovat la rangul de sfetnic imperial roman la 33 de ani. Opera sa este estimată a fi un important document-sursă al istoriei Iudeei din primul secol al erei creștine. După primirea funcției imperiale, poporul său l-a considerat trădător, întrucât devenise colaborator, propagandist și negociator din partea Romei în tratativele cu liderii evrei. Aceștia i-au tratat opera cu suspiciune, ca fiind scrisă de pe poziții filo-romane.

## Biografie

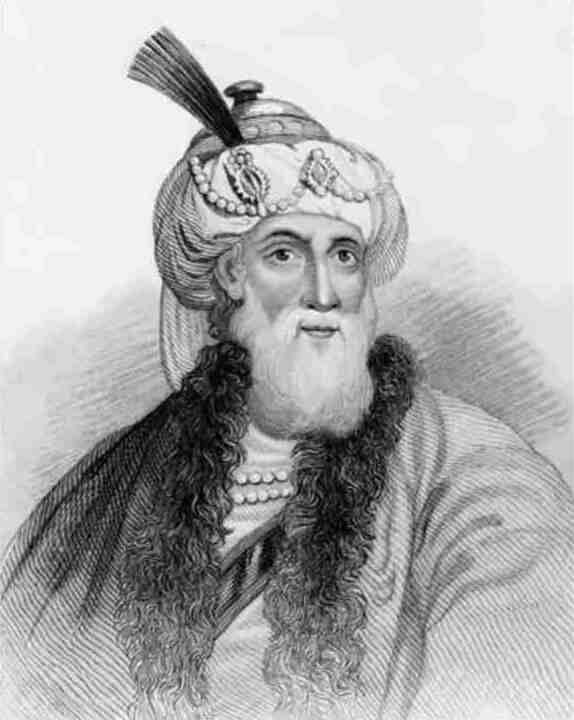
Iosephus Flavius - gravură imaginară apărută în traducerea în engleză a scrierilor lui Iosephus de William Whiston, 1732

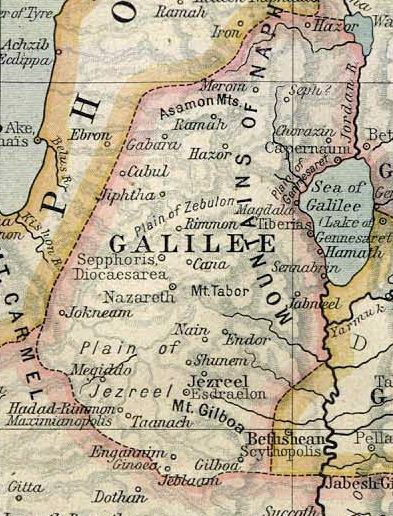
Harta provinciei Galileea, aproximativ pe vremea guvernării lui Iosephus Flavius

Iosephus Flavius s-a născut în anul 37 e.n. - în primul an al domniei lui Caligula (37-38 e.n.) - la Ierusalim, într-o familie sus-pusă, sacerdotală din Iudea, înrudită cu dinastia Hașmoneilor. În „Autobiografia” sa (în greacă : Ἰωσήπου βίος / Iôsephou Bios) Iosephus se prezintă ca Iosephus, fiul lui Matatyahu (în greacă :Ἰώσηπος Iōsēpos Matthiou pais). Bunicul său, Iosephus, se trăgea din Simion Bâlbăitul Sacerdotul (Simon Psellus Hacohen), din familia sacerdotală (de coheni) a lui Ioiariv și din Marele preot Ionaton - probabil regele hașmoneu Alexandru Ianai (Alexandru Jannæus, 103-76 e.v.) - și a apucat să servească ca preot în Templul din Ierusalim. El a fost căsătorit cu o rudă de ascendență asemănătoare cu care a avut 9 copii, printre care și pe Matityahu ben Simion (Matias Ephlias), tatăl lui Iosephus (în „testamentul” său Iosephus și-a numit bunicul „Patriarhul familiei”). Fratele mai mare al lui Iosephus Flavius, Matityahu ben Matityahu Hacohen i-a folosit ca sprijin și îndrumător.
Iosephus a fost un istoric de cultură deopotrivă ebraică - religioasă și laică internațională (adică, la vremea respectivă, cultura elenistă, latină, babiloniană/persană, asiro-caldeeană). El vorbea ebraica, arameica, latina, greaca și - posibil - alte limbi din Orientul Apropiat. În „Autobiografia” sa Iosephus menționează că la 13 ani era deja investit ca preot în Ierusalim, s-a izolat în deșert pentru o perioadă de sihăstrie, apoi s-a înrolat în armata insurgenților evrei și la 16 ani a primit comanda unui detașament militar din Galileea. În anul 64 a fost trimis la Roma pentru a negocia cu reprezentanții lui Nero eliberarea unui preot evreu prizonier. 

### Participarea laPrimul război evreo-roman
Dominația romană, începută de prin anul 103 e.v. a atras animozități în cadrul poporului evreu care au dus la răscoale care au urmat o linie ascendentă de participare și gravitate, culminând cu cele trei revolte majore ale evreilor din Provincia Iudeea împotriva imperiului romanD.
Conform „Autobiografiei”, în anii 66-67 e.n. Iosephus este numit de către Sanhedrin guvernatorul Galileei și ia parte activă la Primului război evreo-roman (sau Marea Revoltă a Evreilor, în ebraică : המרד הגדול ha-Mered Ha-Gadol).
Legiunile romane se aflau sub comanda lui Vespasian și a fiului său, Titus (ulterior ambii au devenit împărați).

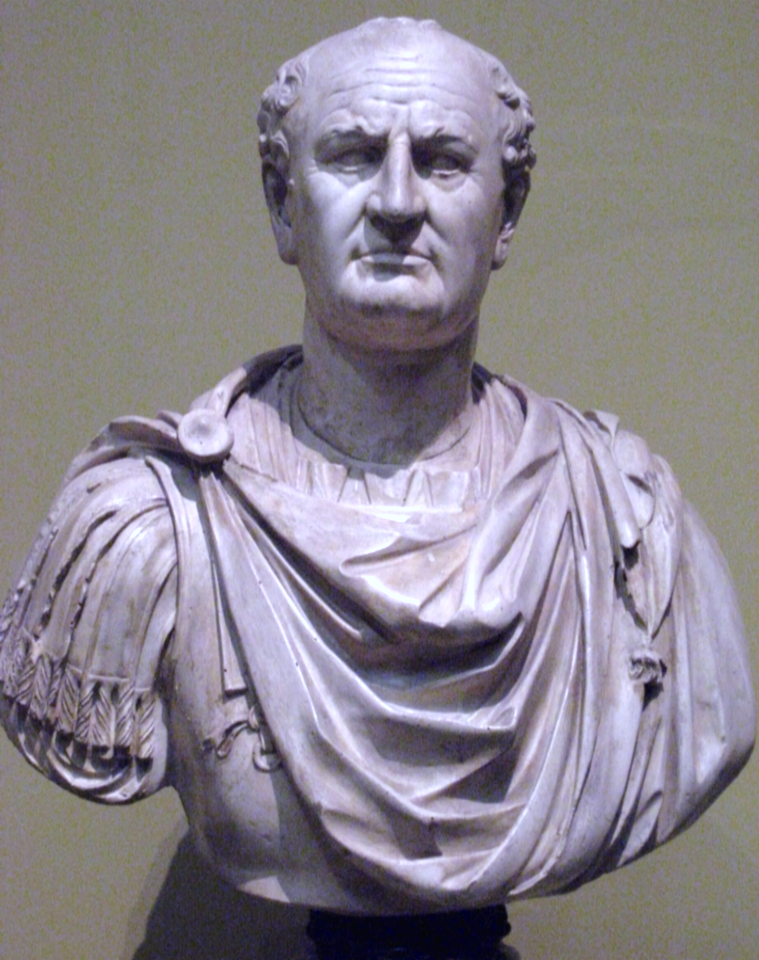
Vespasian

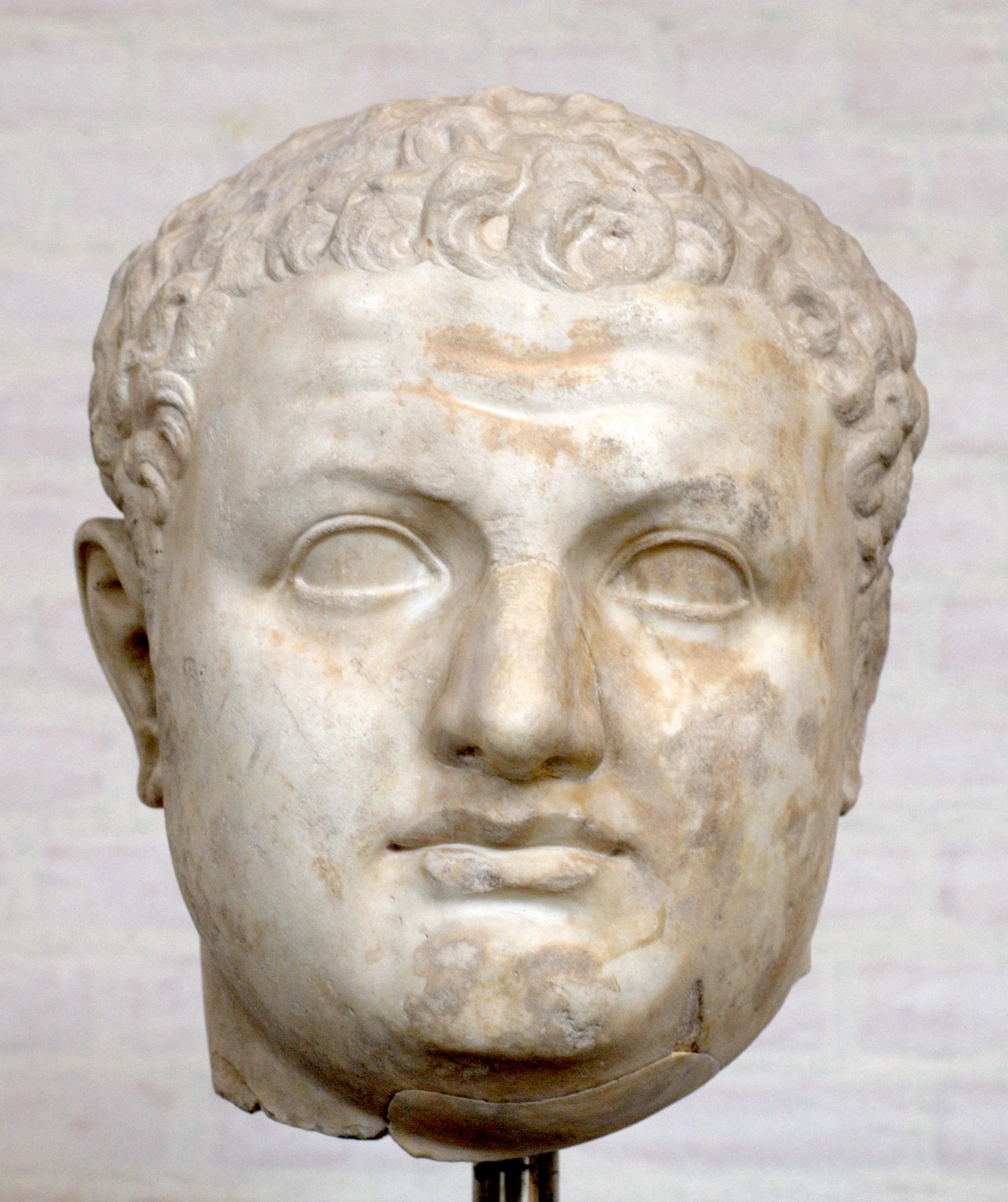
Titus Flavius Vespasianus, bust de teracotă, Gliptoteca de la München

La asediul fortăreței Iotapata, actualul Iodfat, apărată de o unitate militară iudaică aflată sub comanda sa, sute de soldați au căzut în luptă. Iosephus a vrut să depună armele dar locuitorii fortăreței s-au opus. Iosephus a apărat Iodfatul 47 de zile și când romanii au cucerit locul s-a retras împreună cu un mic grup de luptători și s-au ascuns într-o peșteră. Romanii i-au descoperit și le-au cerut depunerea armelor. Evreii au refuzat preferând moartea, pentru a nu cădea în mâinile răzbunătoare ale legionarilor. Deoarece sinuciderea era interzisă de religie, evreii asediați au hotărât să tragă la sorți, perechi-perechi, pentru a se omorî între ei. Rămași ultimii, Iosephus, realizând că evreii vor pierde războiul, l-a convins pe luptătorul evreu cu care urmau să se răpună reciproc să se predea romanilor.E
În „Autobiografia” sa Iosephus descrie cu ambiguitate evenimentele care l-au făcut să rateze sinuciderea și să treacă de partea romanilor. El și-a salvat viața profețind generalului Vespasian - pe care este posibil că l-a considerat ca un fel de Mesia - că va deveni împărat roman. Cum profeția s-a adeverit (în anul 69, anul celor patru împărați) Vespasian, care fusese cucerit de inteligența și nivelul cultural al lui Iosephus, l-a eliberat (la finele anului 69, după ce a fost încoronat)F l-a chemat la Roma (71) unde i-a acordat favoruri, cetățenia romană, o indemnizație, o casă într-un cartier rezidențial și l-a folosit ca sfetnic în anturajul imperial. Ca recunoștință, sau ca lingușire, Iosef Ben Matityahu Hacohen și-a preluat numele ocrotitorului: Titus Iosephus Flavius. Sub protecția flavienilor Iosephus și-a scris operele cunoscute, principalele scrieri istorice necreștine despre cel de al II-lea Templu din Ierusalim și despre asediul și cucerirea Masadei din 74.
În anul 70, Iosephus participase ca negociator din partea lui Titus la tratativele cu evreii asediați pentru predarea Ierusalimului și a asistat la căderea orașului, pe care o va descrie ulterior în „Războiul evreilor”. În timpul asediului el și-a pierdut prima sa soție, dintr-o familie nobilă, pierită împreună cu părinții ei. Vespasian i-a aranjat lui Iosephus o recăsătorire cu o evreică luată în sclavie de romani, de care a divorțat și și-a luat o a treia soție, originară din Alexandria, cu care a avut trei băieți, dintre care a supraviețuit numai unul, Flavius Hircanus, care va deveni demnitar roman. Prin anul 75 Iosephus divorțează și se recăsătorește - pentru a patra oară - cu o evreică dintr-o familie distinsă, originară din Creta, cu care va avea alți doi băieți, pe Flavius Justus și pe Flavius Simonides Agripa.
Există posibilitatea că Iosephus să fi participat la complotul lui Titus și al fraților Agripa al II-lea (Irod Agripa) și al prințesei iudaice Berenice care a facilitat urcarea pe tronul roman a Dinastiei Flaviene.G
Conform cu Eusebiu din Cezareea (Hist. eccl., 3.9.2) o statuie a lui Iosephus Flavius a fost ridicată la Roma.

## Opera

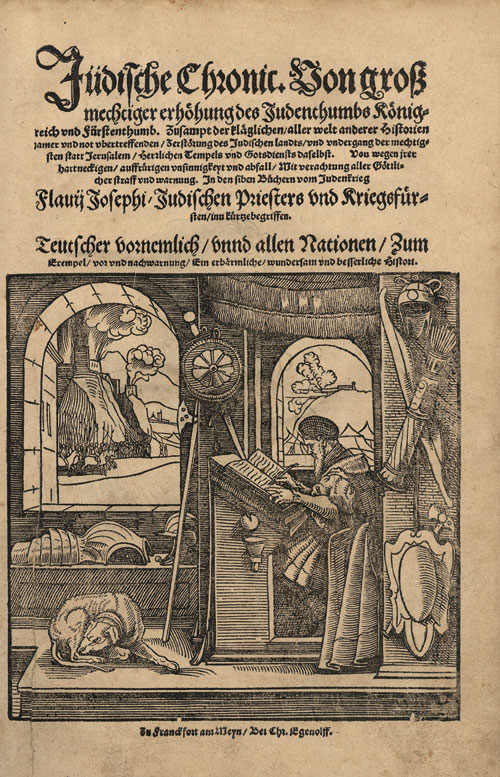
Coperta cărții lui Iosephus Flavius: Bellum Judaicum, (în - „Războiul Evreilor”), traducerea în limba germană din 1552

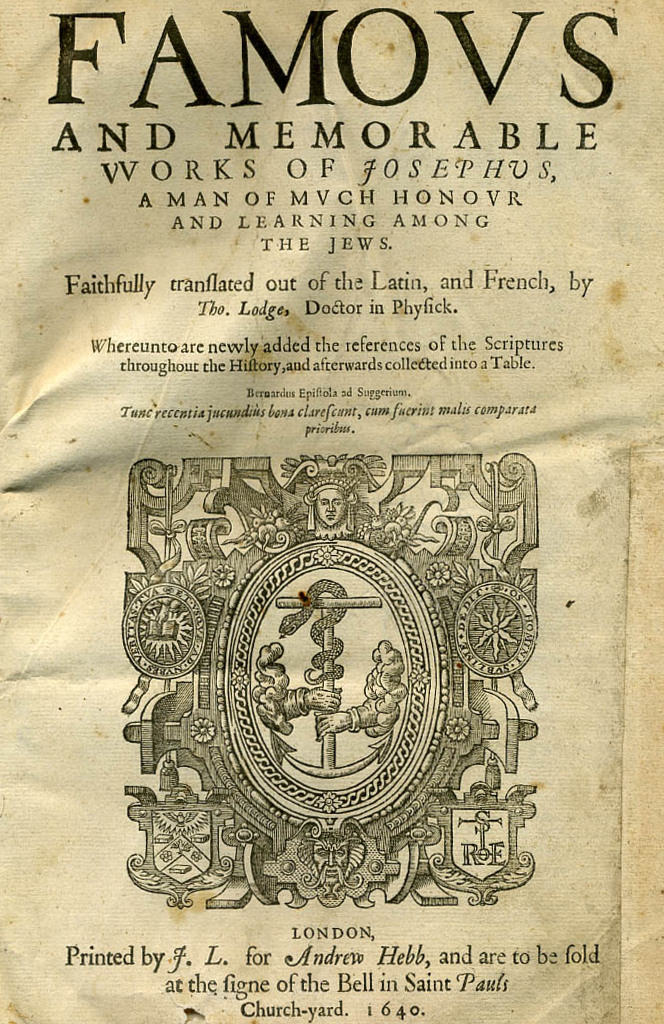
Ediția a II-a (din 1640) a traducerii lui Thomas Lodge a operei lui Iosephus Flavius în engleză. Prima ediție datează din 1602.

Iosephus Flavius a fost un istoric de cultură ebraică - religioasă și laică internațională (adică, la vremea respectivă, cultura elenistă, latină, babiloniană/persană, asiro-caldeeană). El vorbea ebraica, arameica, latina, greaca și - posibil - alte limbi din Orientul Apropiat. Opera sa este estimată a fi un document de primă sursă a istoriei Iudeei din primul secol. Datorită faptului că și-a trădat poporul, devenind colaborator, propagandist și negociator din partea Romei în tratativele cu liderii evrei, aceștia i-au tratat opera cu suspiciune, ca fiind scrisă de pe poziții filo-romane.

### „Antichități Iudaice”
Opera sa de bază, „Antichități Iudaice” (în greacă : Ἰουδαϊκῆς ἀρχαιολογίας), are 21 volume și descrie istoria poporului evreu de la origine până la Primul război evreo-roman (anii 66-67), respectiv până în ultimul an al domniei împăratului Domițian. Această vastă lucrare - la care a lucrat până în anul 93 - conține relatări de primă sursă asupra curentelor din religia iudaică din primul secol, ca Esenienii, Fariseii (în ebraică :prușim), Zeloții (în greacă :zelotes), etc.
Antichități Iudaice a fost tradusă și publicată în România. Vezi: Antichități Iudaice, traducere Ion Acsan, (București: Hasefer, 2003). 

#### Testimonium Flavianum
Presupunerea că Iosephus este cel mai timpuriu istoric necreștin care l-a menționat pe Iisus Christos, în capitolul Testimonium Flavianum în trei pasaje despre Iisus sau creștinism și i-a descris decesul, după cum se susține în Evanghelie a provocat dispute între istorici în jurul supoziției că acest capitol ar fi fost intercalat ulterior, total, sau parțial în originalul grec aflat în custodia Bisericii creștine. Cercetări ale lui Shlomo Pines, de la Universitatea Ebraică din Ierusalim (1971), bazate pe un codice arab din secolul al X-lea (atribuit istoricului arab Agapius din Manbij) conclud că versiunea Testimoniului se apropie mult de stilul lui Josephus, deși nu exclud posibilitatea unor intervenții creștine ulterioare. Louis H. Feldman a numărat 87 de articole pe tema fragmentului, scrise între 1937 și 1980, „a căror covârșitoare majoritate contestă integral sau în parte autenticitatea acestuia”.

### „Războiul evreilor”
„Războiul Evreilor” (în greacă :Περί τού Ίουδαίκοΰ πολέμου, latină :Bellum Judaicum, germană : „Jüdische Chronic”), 7 volume traduse în limba germană în 1552. Cartea descrie primele agitații anti-romane din Iudea din 66, până la cucerirea și distrugerea Ierusalimului de către Titus. Scrisă inițial în arameică a fost tradusă de Iosephus în limba greacă prin anii 75-79. Unul dintre volume relatează rezistența unui grup de luptători evrei care s-au refugiat în pustiu, la Masada, un fost pichet de pază herodian aflat pe un pisc din apropierea Mării Moarte, unde au rezistat atacurilor romane, apoi, după epuizarea posibilităților de rezistență, s-au sinucis (majoritatea) împreună cu soțiile și copii.
Marea revoltă a evreilor contra Romei, prima dintr-o serie de răscoale care au continuat și după decesul lui Iosephus, este prezentată ca atacuri de importanță limitată a unor bande de zeloți nimicite de victorioasele legiuni ale lui Vespasian și ale fiului său, Titus. Acest mod de redare a evenimentelor, cumulativ cu motivele menționate mai sus, i-a făcut pe evrei să-l considere pe autor trădător și pro-roman.

### „Autobiografia”
„Autobiografia” (în greacă : Ἰωσήπου βίος / Iôsephou Bios) este un fel de completare a operei „Războiul evreilor”, unde Iosephus încearcă să se justifice asupra trădării cauzei iudaice și a trecerii de partea romanilor.

### „Contra Apion”
„Contra Apion” (în latină : „contra apionem”, sau „in apionem”) este o lucrare polemică în două volume scrisă de Iosephus în apărarea Iudaismului - ca religie și filozofie antică-clasică - față de tendințele elenizante reprezentate de Apion din Alexandria (care nu era grec) și contra tezei susținute de Apion că evreii ar participa la ritualuri sângeroase soldate cu sacrificii umane.
„Contra Apion” mai analiza, parțial, mitologia lui Manetho, istoric și preot Egiptean din Sebennytos (în Egiptul Antic: Tjebnutjer), care a scris „Aegyptiaca”, Istoria Egiptului (a trăit în timpul dinastiei Ptolemeice, secolul III e.v.).
Limba greacă era folosită frecvent de învățații evrei ca limbă de studiu a filosofiei laice, ne Tanahice încă din timpul cuceririlor lui Alexandru Macedon, dinastia hașmoneică venind la putere în urma Răscoalei anti-elenistice a Macabeilor tocmai pentru a limita tendințele (și presiunile) de elenizare a culturii și credinței iudaice. Sub Ptolomeu al II-lea principalul centru de iudaism elenistic a devenit orașul Alexandria (vezi Septuaginta, în latină : „LXX”, în greacă : Μετάφραση των Εβδομήκοντα, în ebraică : תרגום השבעים). Datorită pozițiilor filozofice abordate în scrisurile sale, Iosephus a fost considerat de unii autori ca unul dintre ultimii evrei elenizați, deși „Contra Apion” nu susține această apreciere.

## Note

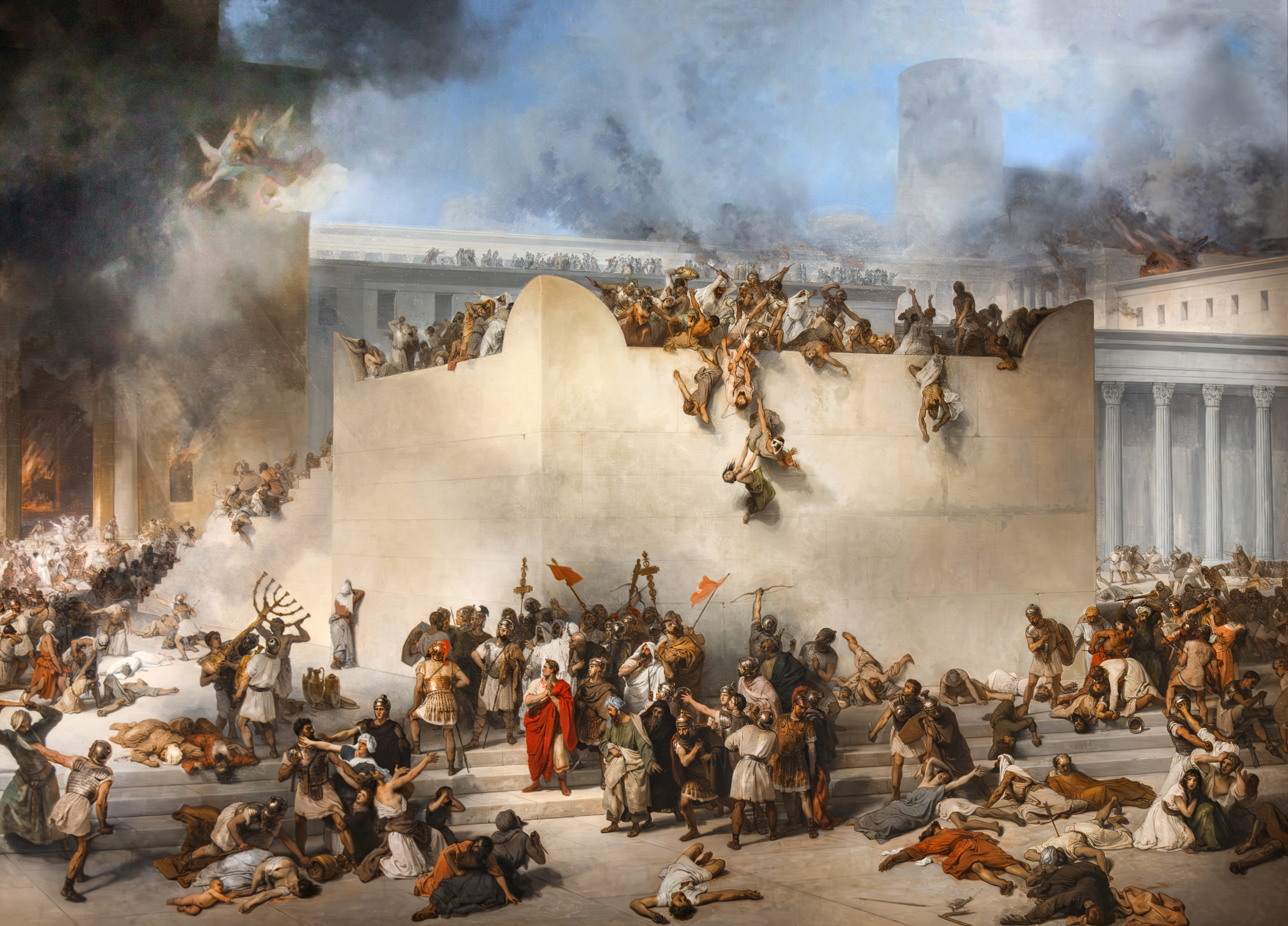
Francesco Hayez (1791–1882): Distrugrea Templului cel Mare de la Ierusalim, ulei pe canava (1867), Galeria de arte moderne din Veneția

### Opera lui Iosephus
- Antichități Iudaice, traducere Ion Acsan, București: Hasefer, 2003
- en William Whiston, A.M., Peabody, MA (traducători): The Works of Josephus, Complete and Unabridged New Updated Edition, Hendrickson Publishers Inc., 1987. ISBN 0-913573-86-8, ISBN 1-56563-167-6

### Studii, lucrari de referinta
- en Atwill, Joseph: Caesar's Messiah: The Roman Conspiracy to Invent Jesus⁠(en)[traduceți], Ulysses Press, 2005.
- en  Collins, John J. & Harlow, Daniel C.: The Eerdmans Dictionary of Early Judaism, Wm. B. Eerdmans Publishing Company, 11 noiembrie 2010, ISBN 0802825494, ISBN 978-0802825490.
- en  Feldman, Louis H.: Josephus and modern scholarship, 1937-1980, W. de Gruyter, 1984. ISBN 3110081385.
- en Feldman, Louis H.:  Josephus : a supplementary bibliography (Include "Corrigenda to Louis H. Feldman, Josephus and modern scholarship (1937-1980)" și Supplements Heinz Schreckenberg’s Bibliographie zu Flavius Josephus), Garland, New York, 1986, ISBN 0-82408792 (HoldingLib: Bar-Ilan U., Ramat-Gan, BAR01, ULI Sysno.002804201).
- en  Frey, Jorg; Schwartz, Daniel R. & Gripentrog, Stephanie (editors): Jewish Identity in the Greco-Roman World: Judische Identitat in Der Griechisch-Romischen Welt (Ancient Judaism and Early Christianity), Brill Academic Pub., 30 septembrie 2007, ISBN 9004158383, ISBN 978-9004158382.
- en Hadas-Lebel, Mireille: Flavius Josephus Eyewitness to Rome's first-century conquest of Judea, Macmillan 1993, Simon and Schuster 2001.
- en Mason, Steve: Flavius Josephus on the Pharisees: a composition-critical study. Leiden: Brill, 1991.
- McDowell, Josh și Wilson, Bill: A umblat printre noi (He Walked Among Us: Evidence for the Historical Jesus), p. 35, Societatea Misionară Română, Oradea, 1994.
- en Mason, Steve: Flavius Josephus: Translation and Commentary; 10 vol. in 12 Leiden: Brill, 2000–2007.
- en O'Rourke, P.J. Give War a Chance. (cap. The 2000 Year Old Middle East Policy Expert), Vintage, 1993.
- en Rajak, Tessa: Josephus: the Historian and His Society, teză de Ph.D. la Oxford, 2 vols. 1974, 2nd ed. London: 2002.
- de  Schreckenberg, Heinz: Bibliographie zu Flavius Josephus, Brill, 1968, ISBN 9004001158336.

‏*de  Schreckenberg, Heinz: Die Flavius-Josephus-Tradition in Antike und Mittelalter, Brill Archive, 1972. ISBN 9004034188.
- de  Schreckenberg, Heinz: Supplementband mit Gesamtregister, Brill, 1979. ISBN 9004059687.
- en Schwartz, Daniel R.: Drama and Authenticity in Philo and Josephus, Scripta Classica Israelica 10, 1990.
- en Schwartz, Daniel R.: Studies in the Jewish background of Christianity (Wissenschaftliche Untersuchungen zum Neuen Testament), J.C.B. Mohr, 1992, ISBN 3161457986, ISBN 978-3161457982.
- en  Schwartz, Daniel R. & Weiss, Zeev: Was 70 CE a Watershed in Jewish History?: On Jews and Judaism Before and After the Destruction of the Second Temple (Ancient Judaism and Early Christianity), Brill Academic Pub., 31 decembrie 2011, ISBN 9004215344, ISBN 978-9004215344.

### Beletristică inspirată de Iosephus
- de Feuchtwanger, Lion: Trilogia lui Iosephus:
  - Der jüdische Krieg (Josephus), 1932, ro Editura Aurom 1992.
  - Die Söhne (Evreii din Roma), 1935
  - Der Tag wird kommen (Va veni ziua, Iosephus și Împăratul), 1942.